# Kukharenkoite-(Ce)
La kukharenkoite-(Ce) è un minerale.